# Sinistra Ecologia Libertà

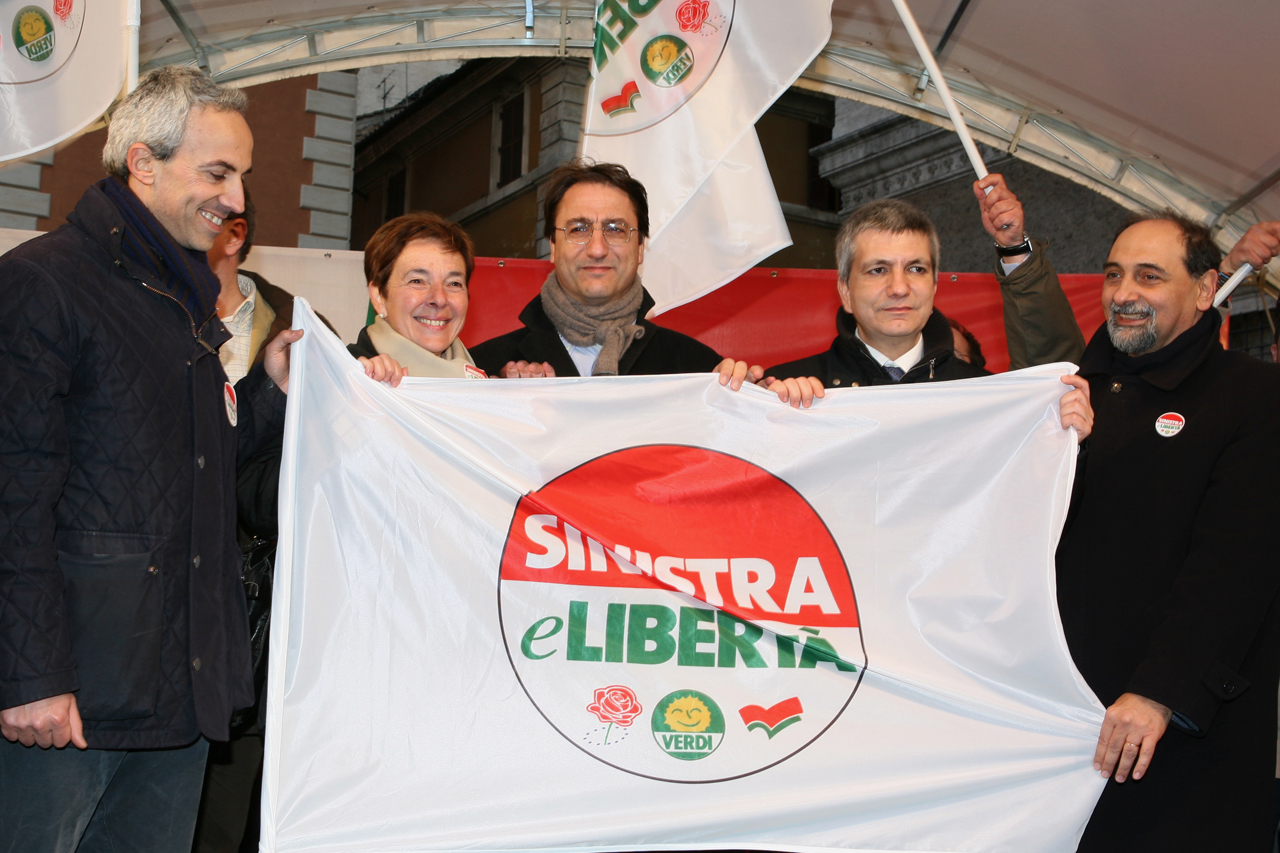
Marco di Lello, Grazia Francescato, Claudio Fava, Nichi Vendola & Umberto Guidoni

Sinistra Ecologia Libertà (Vänster och frihet, SL) är en demokratiskt socialistisk valallians bestående av italienska vänster-mittenpartier, som bildades den 16 mars 2009 inför Europaparlamentsvalet 2009 för att kunna klara den fyraprocentsspärr som infördes i februari 2009.
Valalliansen inkluderar:
- Movimento per la Sinistra (socialism/kommunism)
- Partito Socialista (socialdemokrati)
- Federazione dei Verdi (grön ideologi)
- Sinistra Democratica (demokratisk socialism)
- Unire la Sinistra (kommunism)

Partiets symbol består av Federazione dei Verdis symbol tillsammans med Europeiska socialdemokratiska partiets och Gruppen Europeiska enade vänstern/Nordisk grön vänsters symboler. Alliansen är representerad i Europaparlamentet med 12 mandat (1 Movimento per la Sinistra, 4 Partito Socialista, 2 Federazione dei Verdi, 4 Sinistra Democratica och 1 Unire la Sinistra). Europaparlamentarikerna sitter i olika politiska grupper i Europaparlamentet beroende på vilket parti de tillhör.